# Jens Skålberg
Jens Skålberg, född 2 juli 1985 i Munkfors, är en svensk före detta ishockeyspelare (back).
Jens Skålberg spelade för Färjestads BK i Elitserien mellan 2007 och 2009. Våren 2009 var han med och blev svensk mästare. Han representerade TPS Åbo i finländska FM-ligan i ishockey dit han är utlånad av Färjestads BK. Han har dessutom spelat i division 1 för Örebro HK och Grums IK samt moderklubben IFK Munkfors. Säsongen 2011/2012 gör han comeback i allsvenska Örebro HK.

## Karriärstatistik
| 2001/02 | IFK Munkfors   | Division 2        | —  | — | —  | —  | —  | —   | — | — | — | —  | — | — | — | —  |
| 2002/03 | IFK Munkfors   | Division 2        | —  | — | —  | —  | —  | —   | — | — | — | —  | — | — | — | —  |
| 2003/04 | Forshaga IF    | Division 1        | —  | — | —  | —  | —  | —   | — | — | — | —  | — | — | — | —  |
| 2004/05 | Grums IK       | Division 1        | —  | — | —  | —  | —  | —   | — | — | — | —  | — | — | — | —  |
| 2005/06 | Grums IK       | Division 1        | 32 | 5 | 11 | 16 | 49 | 18  | — | — | — | —  | — | — | — | —  |
| 2006/07 | Örebro HK      | Division 1        | 41 | 4 | 20 | 24 | 52 | 37  | — | — | — | —  | — | — | — | —  |
| 2007/08 | Färjestads BK  | Elitserien        | 53 | 0 | 5  | 5  | 26 | -9  | 0 | 0 | 0 | 12 | 0 | 0 | 0 | 0  |
| 2008/09 | Färjestads BK  | Elitserien        | 39 | 2 | 3  | 5  | 20 | 6   | 0 | 0 | 0 | 9  | 0 | 0 | 0 | 0  |
| 2008/09 | Malmö Redhawks | Hockeyallsvenskan | 6  | 0 | 1  | 1  | 4  | -3  | 0 | 0 | 0 | 0  | 0 | 0 | 0 | 0  |
| 2009/10 | TPS Åbo        | Liiga             | 43 | 3 | 10 | 13 | 26 | -7  | 0 | 0 | 0 | 15 | 3 | 2 | 5 | 8  |
| 2010/11 | TPS Åbo        | Liiga             | 37 | 0 | 1  | 1  | 6  | -17 | 0 | 0 | 0 | 0  | 0 | 0 | 0 | 0  |
| 2011/12 | Örebro HK      | Hockeyallsvenskan | 49 | 2 | 8  | 10 | 40 | 7   | 0 | 0 | 0 | 0  | 0 | 0 | 0 | 0  |
| 2012/13 | Örebro HK      | Hockeyallsvenskan | 41 | 0 | 1  | 1  | 14 | 10  | 0 | 0 | 0 | 0  | 0 | 0 | 0 | 0  |
| 2013/14 | Lørenskog IK   | Get-ligaen        | 45 | 2 | 12 | 14 | 30 | 7   | 0 | 0 | 0 | 5  | 1 | 1 | 2 | 34 |
| 2014/15 | BIK Karlskoga  | Hockeyallsvenskan |    |   |    |    |    |     |   |   |   |    |   |   |   |    |